# 린다 스털링
린다 스털링(Linda Stirling, 본명: 루이즈 슐츠, 본명 영어: Louise Schultz, 1921년 10월 11일 ~ 1997년 7월 20일)은 미국의 배우, 모델이다.

## 영화
- 퍼플 몬스터 스트라이크 (1945년)
- 조로의 검은 채찍 (1944년)